# Walter de Gruyter
Walter de Gruyter GmbH (meestal afgekort: De Gruyter) is een Duitse uitgever van wetenschappelijk literatuur (vooral academische tijdschriften en boeken) 
Met meer dan zestigduizend titels van boeken, die zowel digitaal als ook gedrukt verkrijgbaar zijn, is De Gruyter een grote uitgever voor gespecialiseerde literatuur op allerlei vakgebieden zoals oudheidkunde, filosofie, theologie, taalkunde, natuurwetenschappen en rechtswetenschap. De jaaromzet van ongeveer 42 miljoen euro en het aantal medewerkers ligt bij 250.
Op 12 oktober 2023 werd bekendgemaakt dat De Gruyter de Nederlandse uitgeverij Brill zal overnemen. Op 4 maart 2024 ging de combinatie verder als De Gruyter Brill.

## Imprints
Het bedrijf werd in 1749, tijdens het regentschap van koning Frederik II van Pruisen, in Berlijn opgericht onder de naam Realschulbuchhandlung door Johann Julius Hecker. In 1801 nam de uitgever Georg Reimer het bedrijfje over en hernoemde het later tot Verlag Georg Reimer. Door Walter de Gruyter werd deze uitgeverij begin 20ste eeuw met een aantal uitgeverijen samengevoegd tot een nieuwe uitgeverij (Verlag Walter de Gruyter & Co.). In de loop der tijden kwam een aantal van vroeger bekende uitgeversnamen onder het dak van De Gruyter terecht.
In 1977 werd ook de Nederlandse uitgever Mouton uit Den Haag door De Gruyter overgenomen. De naam bleef echter als imprint Mouton de Gruyter bestaan. Tegenwoordig luidt de naam van de imprint De Gruyter Mouton. Andere belangrijke imprints van de uitgever zijn De Gruyter Saur en Birkhäuser. De laatstgenoemde, oorspronkelijk Zwitserse uitgever uit Bazel en gespecialiseerd in uitgaven over architectuur, design en landschapsarchitectuur, werd in 2012 na het failliet van de onderneming onderdeel van De Gruyter.
Het hoofdkantoor van De Gruyter bevindt zich nog steeds in Berlijn. Terwijl het kantoor in New York niet meer bestaat, zijn er nog steeds kantoren in Boston en Peking.